# Соррилья, Чина
Консепсьо́н «Чи́на» Сорри́лья де Сан-Марти́н Муньо́с (исп. Concepción «China» Zorrilla de San Martín Muñoz; 14 марта 1922, Монтевидео — 17 сентября 2014, там же) — уругвайская актриса.

## Биография
Консепсьон Соррилья де Сан-Мартин Муньос (настоящее имя Чины Соррилья) родилась в семье скульптора Хосе Луиса Соррилья де Сан-Мартина (1891—1975). У Чины была старшая сестра — дизайнер по театральным костюмам Гума Соррилья (1919—2001).

## Карьера
Снималась в кино под псевдонимом Чина Соррилья с 1971 года.

## Память
В 2025 году компания Buquebus спустила на воду первое в мире полностью электрическое судно, названное в честь Чины Соррильи (China Zorrilla). Оно рассчитанно на 2100 пассажиров и 225 автомобилей.